# 雅各布森重排反应
雅各布森重排反应（Jacobsen rearrangement）指多烷基苯、卤代多烷基苯或多卤代苯在硫酸中烷基或卤原子的移位作用。
此反应一般可以分为两种类型：分子内的基团迁移，以及一个或多个原子团从一个分子转移到另一个分子的分子间迁移。在许多情况中两种类型的移位同时发生。此反应的重要特点为烷基移位到近位。
重排反应的难易程度取决于连在苯环上的原子团性质和数目。如果仅有烷基存在，则只有四和五烷基衍生物能发生重排。磺酸取代的苯衍生物很容易发生脱磺化，因此这个反应可用于由非近位的取代基制备重要的近位取代物。
此类型的反应首先由赫尔齐希在1881年报道，他发现的是多卤代苯磺酸的重排反应。1886年，德国化学家奥斯卡·雅各布森报道了多烷基苯的重排反应。

## 反应机理
反应的具体机理仍不清楚。有人提出下图所示的分子间机理：